# Север (производственное объединение)
АО "Производственное объединение «Север» (АО "ПО «Север») — предприятие атомной промышленности СССР и России, предприятие города Новосибирска, основная деятельность предприятия заключается в производстве компонентов ядерных боеприпасов.
В 2022 году предприятие было включено в санкционные списки США на фоне вторжения России на Украину

## История
20 июня 1954 года вышло Постановление Совета Министров СССР о создании в городе Новосибирске Приборного завода № 32 («Химаппарат») по выпуску изделий для оснащения ядерных боеприпасов. С 1955 года завод входит в структуру 6-го главного управления (производство ядерных боеприпасов) Атомного министерства.
С 1956 года завод начинает выпуск оборудования спецавтодиагностики разрабатываемой КБ-25, с 1958 года начинается серийный выпуск блоков высоковольтной автоматики. С 1962 года завершено строительство первой очереди завода и формирование подразделений. С 1966 года в электровакуумном производстве завода начинает работать одна из первых в СССР поточно-автоматизированная линия по разработкам НИИВТ. С 1970 года завод освоил выпуск производства специзделий, в конструкции которых были применены узлы сильноточной микроэлектроники.
В 1978 году на заводе была организована Центральная научно-исследовательская лаборатория специальных технологий (ЦНИЛСТ), которая работала более чем с девяносто Научно-исследовательскими институтами страны по разработке и внедрению новых технологических процессов.С 1975 года на заводе было организовано производство технических средств охраны (ТСО) и велась разработка по созданию робототехнических комплексов (РТК). С 1990 года завод приступил к конверсии своего производства по следующим направлениям: продукция для Министерства обороны и других силовых структур, продукция для АЭС, продукция для ТЭК, автопрома и горэлектротранспорта.
В 1976 году «за успехи, достигнутые заводом в выпуске специальной техники, развитии производства, промышленном и гражданском строительстве» Указом Президиума Верховного Совета СССР завод был награждён орденом Трудового Красного Знамени.

## Награды
- Орден Трудового Красного Знамени (1976)

## Директора
- Панов, Борис Арсеньевич (1954—1959)
- Соколов, Константин Иванович (1959—1965)
- Якутик, Вячеслав Николаевич (1965—1975)
- Тычков, Юрий Игоревич (1975—1986)
- Горб, Алексей Николаевич (1986—2002)
- Храмов, Александр Юрьевич (2002—2008)
- Соболев, Анатолий Константинович (2008—2012)
- Серов, Александр Леонидович (2013—2018)
- Евсеев, Александр Георгиевич (с 2018)